# Subvigilanz-Syndrom
Das Subvigilanz-Syndrom, von lateinisch sub ‚unter‘ und lateinisch vigilantia ‚Wachsamkeit‘, ist eine seltene Form einer idiopathischen Hypersomnie, einer Schlafsucht. Ansonsten gesunde Betroffene fühlen sich tagsüber nicht richtig wach, obwohl sie genug geschlafen haben.
Es handelt sich um ein vorgeschlagenes, (bislang) nicht anerkanntes Krankheitsbild, es könnte sich auch um eine Variante einer anderen Schlafsuchterkrankung wie die idiopathische Hypersomnie handeln.
Synonyme sind: englisch subvigilance syndrome; Subwakefulness syndrome; Sub-Wakefulness syndrome
Die Erstbeschreibung stammt aus dem Jahre 1972 durch Michel Jouvet und J. F. Pujol.

## Verbreitung
Die Erkrankung gilt als sehr selten, bislang wurde über etwa 50 Betroffene berichtet. Beide Geschlechter sind gleich häufig erkrankt, eine familiäre Häufung ist nicht bekannt.

## Ursache
Die Ursache, auch auslösende Faktoren sind nicht bekannt. Es wird eine Störung in der Wachheitssteuerung oder während des Non-REM-Schlafes vermutet. Auch die Neurotransmitter Monoamine sind in der Diskussion.

## Klinische Erscheinungen
Klinische Kriterien sind:
- Chronischer Verlauf
- In der Polysomnographie während der Nacht keine eindeutige Pathologie, tagsüber wiederholt oder fortbestehend Schläfrigkeitszeichen mit verlangsamten und diffusen Alpha-Wellen oder Stadium I- und seltener Stadium II-Veränderungen.
- Indirekt können Konzentrationsstörung, verminderte Aufmerksamkeit, Gedächtnisstörung, Ermüdbarkeit und Ähnliches entstehen.

## Diagnose
Zur Diagnosestellung müssen obligat folgende Kriterien vorliegen:
- A: Der Betroffene klagt über Müdigkeit oder übermäßiges Schlafbedürfnis.
- B: Die Beschwerden bestehen seit mindestens sechs Monaten.
- C: Die Schlafneigung ist mild und weder häufig noch unwiderstehlich.
- D: Während der letzten 18 Monate hat kein Schädel-Hirn-Trauma stattgefunden.

Zusätzliche Kriterien sind:
- E: In der Polysomnographie findet sich ein normales Schlafbild, im Multiplen Schlaflatenztest eine Latenz von mindestens 5 Minuten.
- F: In der 24-Stunden-Polysomnographie intermittierende Müdigkeit mit Stadium I Schlafstadien an- und abschwellend über den Tag verteilt.
- G: Keine organische erklärende Ursache wie Hypothyreose, Diabetes mellitus, Depression.

## Differentialdiagnose
Abzugrenzen sind andere Ursachen wie idiopathische Hypersomnie, Narkolepsie, rekurrierende Hypersomnie und menstruationsbezogene Schlafstörungen, ebenso wie Schlafmangel und Zirkadiane Schlaf-Wach-Rhythmusstörung, Schlaflosigkeit aufgrund psychophysiologischer Störungen, Depression, Schlafapnoe-Syndrom oder Periodic Limb Movement Disorder. Schließlich kommt noch das Kleine-Levin-Syndrom infrage.